# Pink-diszkográfia
Pink amerikai énekesnő diszkográfiája. Első kiadványa a 2000. február 20-án megjelent There You Go című dala volt, amely Kanadában az 1. helyet is megszerezte a slágerlistán. Első nagylemeze még abban az évben, április 4-én jelent meg. Eddig összesen 6 stúdióalbumot, 3 koncertlemezt és 5 válogatást adott ki. 2010-ig a LaFace Records jelentette meg Pink lemezeit, azután az RCA. Minden stúdióalbuma több millió példányban kelt el világszerte.
The Truth About Love című, 2012-ben megjelent nagylemeze volt az első, amely vezette a Billboard 200-as lemezeladási listát az Egyesült Államokban, de a 2006-os I’m Not Dead és a 2008-as Funhouse már több országban is #1 volt. Legnagyobb kislemez-sikere a So What volt 2008-ban.

## Albumok

### Stúdióalbumok
| Cím                  | Albuminformációk                                                                                      | Legjobb Listás Helyezések | Legjobb Listás Helyezések | Legjobb Listás Helyezések | Legjobb Listás Helyezések | Legjobb Listás Helyezések | Legjobb Listás Helyezések | Legjobb Listás Helyezések | Legjobb Listás Helyezések | Legjobb Listás Helyezések | Legjobb Listás Helyezések | Eladási Számok                                                                                                  | Eladási Minősítések |
| Cím                  | Albuminformációk                                                                                      | US                        | AUS                       | BEL                       | CAN                       | IRE                       | NLD                       | NZ                        | SCO                       | SWI                       | UK                        | Eladási Számok                                                                                                  | Eladási Minősítések |
| -------------------- | --- | ------------------------- | ------------------------- | ------------------------- | ------------------------- | ------------------------- | ------------------------- | ------------------------- | ------------------------- | ------------------------- | ------------------------- | --- | --- |
| Can’t Take Me Home   | - Megjelenés: 2000. Április 4. - Kiadó: LaFace, Arista - Formátumok: CD, LP, MC, Digitális Letöltés   | 26                        | 10                        | 48                        | 19                        | 23                        | 58                        | 12                        | 26                        | —                         | 13                        | - Világ: 4,000,000 - CAN: 200,000 - UK: 300,000 - US: 2,000,000                                                 | - RIAA: 2× Platinalemez - ARIA: 2× Platinalemez - BPI: Platinalemez - MC: 2× Platinalemez - RMNZ: Platinalemez |
| Missundaztood        | - Megjelenés: 2001. November 20. - Kiadó: LaFace, Arista - Formátumok: CD, LP, MC, Digitális Letöltés | 6                         | 14                        | 12                        | 5                         | 1                         | 5                         | 4                         | 2                         | 7                         | 2                         | - Világ: 13,000,000 - US: 5,000,000 - AUS: 280,000 - CAN: 500,000 - FRA: 317,000 - GER: 600,000 - UK: 1,946,000 | - RIAA: 5× Platinalemez - ARIA: 4× Platinalemez - BPI: 6× Platinalemez - BVMI: 2× Platinalemez - EUR: 3× Platinalemez - IFPI SWI: 2× Platinalemez - MC: 5× Platinalemez - NFPF: 5× Platinalemez - RMNZ: 4× Platinalemez - SNEP: 2× Gold               |
| Try This             | - Megjelenés: 2003. November 11. - Kiadó: LaFace, Arista - Formátumok: CD, LP, Digitális Letöltés     | 9                         | 8                         | 9                         | 8                         | 8                         | 8                         | 24                        | 3                         | 1                         | 3                         | - Világ: 3,000,000 - US: 1,000,000 - GER: 300,000 - UK: 527,000                                                 | - RIAA: Platinalemez - ARIA: 2× Platinalemez - BPI: Platinalemez - BVMI: 3× Aranylemez - IFPI AUT: Platinalemez - IFPI NOR: Aranylemez - IFPI SWI: Platinalemez - MC: Platinalemez - NFPF: Aranylemez - RMNZ: Aranylemez                              |
| I’m Not Dead         | - Megjelenés: 2006. Április 4. - Kiadó: LaFace, Zomba - Formátumok: CD, LP, Digitális Letöltés        | 6                         | 1                         | 3                         | 2                         | 9                         | 1                         | 5                         | 5                         | 1                         | 3                         | - Világ: 6,000,000 - US: 2,000,000 - AUS: 770,000 - CAN: 200,000 - FRA: 252,000 - GER: 700,000 - UK: 1,285,000  | - RIAA: 2× Platinalemez - ARIA: 11× Platinalemez - BPI: 4× Platinalemez - BVMI: 7× Aranylemez - IFPI AUT: 2× Platinalemez - IFPI SWI: 2× Platinalemez - IRMA: 3× Platinalemez - MC: 2× Platinalemez - NFPF: 5× Platinalemez - RMNZ: 2× Platinalemez   |
| Funhouse             | - Megjelenés: 2008. Október 28. - Kiadó: LaFace, Zomba - Formátumok: CD, LP, Digitális Letöltés       | 2                         | 1                         | 3                         | 2                         | 1                         | 1                         | 1                         | 1                         | 1                         | 1                         | - Világ: 7,000,000 - US: 3,000,000 - AUS: 850,000 - CAN: 320,000 - FRA: 208,000 - GER: 800,000 - UK: 1,285,000  | - RIAA: 3× Platinalemez - ARIA: 12× Platinalemez - BPI: 4× Platinalemez - BVMI: 4× Platinalemez - IFPI AUT: 3× Platinalemez - IFPI SWI: 3× Platinalemez - MC: 4× Platinalemez - NFPF: 4× Platinalemez - RMNZ: 3× Platinalemez - SNEP: 2× Platinalemez |
| The Truth About Love | - Megjelenés: 2012. Szeptember 18. - Kiadó: RCA - Formátumok: CD, LP, Digitális Letöltés              | 1                         | 1                         | 3                         | 1                         | 2                         | 2                         | 1                         | 2                         | 1                         | 2                         | - Világ: 7,000,000 - US: 3,000,000 - AUS: 630,000 - CAN: 480,000 - GER: 500,000 - UK: 900,000                   | - RIAA: 3× Platinalemez - ARIA: 9× Platinalemez - BPI: 3× Platinalemez - BVMI: 5× Aranylemez - IFPI AUT: Platinalemez - IRMA: Platinalemez - MC: 6× Platinalemez - RMNZ: 4× Platinalemez - SNEP: Platinalemez - ZPAV: 2× Platinalemez                 |
| Beautiful Trauma     | - Megjelenés: 2017. Október 13. - Kiadó: RCA - Formátumok: CD, LP, Digitális Letöltés                 | 1                         | 1                         | 1                         | 1                         | 1                         | 1                         | 1                         | 1                         | 1                         | 1                         | - Világ: 3,500,000 - US: 1,009,000 - AUS: 280,000 - GER: 200,000 - UK: 517,000                                  | - RIAA: Platinalemez - ARIA: 4× Platinalemez - BPI: Platinalemez - BVMI: Platinalemez - IFPI NOR: Platinalemez - IFPI SWI: Platinalemez - MC: 2× Platinalemez - NFPF: 2× Platinalemez - RMNZ: 2× Platinalemez - SNEP: Platinalemez                    |
| Hurts 2B Human       | - Megjelenés: 2019. Április 26. - Kiadó: RCA - Formátumok: CD, LP, Digitális Letöltés                 | 1                         | 1                         | 1                         | 1                         | 1                         | 1                         | 1                         | 1                         | 1                         | 1                         | - Világ: 1,000,000                                                                                              | - ARIA: Platinalemez - BPI: Aranylemez - RMNZ: Aranylemez |

### Vegyes albumok
| Title                             | Album details                                                                               | Peak chart positions | Peak chart positions | Peak chart positions | Peak chart positions | Peak chart positions | Peak chart positions | Peak chart positions | Peak chart positions | Peak chart positions | Peak chart positions | Sales                                              | Certifications |
| Title                             | Album details                                                                               | US                   | AUS                  | AUT                  | CAN                  | FRA                  | GER                  | IRE                  | NLD                  | NZ                   | UK                   | Sales                                              | Certifications |
| --------------------------------- | ------------------------------------------------------------------------------------------- | -------------------- | -------------------- | -------------------- | -------------------- | -------------------- | -------------------- | -------------------- | -------------------- | -------------------- | -------------------- | -------------------------------------------------- | --- |
| Missundaztood / Can'tTake Me Home | - Megjelenés: 2005. Szeptember 5. - Kiadó: Sony BMG - Formátumok: CD                        | —                    | 39                   | —                    | —                    | 196                  | —                    | —                    | —                    | —                    | —                    |                                                    | - ARIA: Platinalemez - BPI: Aranylemez |
| Pink Box                          | - Megjelenés: 2007 - Kiadó: Sony BMG - Formátumok: CD                                       | —                    | 13                   | —                    | —                    | —                    | —                    | —                    | —                    | —                    | 7                    |                                                    | - ARIA: Platinalemez - BPI: Gold |
| Greatest Hits... So Far           | - Released: November 19, 2010 - Label: LaFace, Jive - Formats: CD, CD/DVD, digital download | 5                    | 1                    | 4                    | 4                    | 8                    | 3                    | 8                    | 3                    | 1                    | 5                    | - World: 5,000,000 - US: 1,156,000 - UK: 1,050,000 | - RIAA: Platinum - ARIA: 9× Platinum - BPI: 3× Platinum - BVMI: Platinum - IFPI AUT: Gold - IRMA: Platinum - MC: 2× Platinum - RMNZ: 3× Platinum - SNEP: Gold |
| The Album Collection              | - Released: 2011 - Label: Sony Music - Format: CD                                           | —                    | —                    | —                    | —                    | —                    | —                    | —                    | —                    | —                    | —                    |                                                    | |
| The Albums... So Far!             | - Released: October 23, 2015 - Label: Sony Music - Format: CD                               | —                    | —                    | —                    | —                    | 160                  | —                    | —                    | —                    | —                    | —                    |                                                    | |

## Kislemezek
| Cím                                                          | Év   | Legjobb listás helyezések | Legjobb listás helyezések | Legjobb listás helyezések | Legjobb listás helyezések | Legjobb listás helyezések | Legjobb listás helyezések | Legjobb listás helyezések | Legjobb listás helyezések | Legjobb listás helyezések | Legjobb listás helyezések | Eladási minősítések | Album                            |
| Cím                                                          | Év   | US                        | AUS                       | BEL                       | CAN                       | GER                       | IRE                       | NLD                       | NZ                        | SWI                       | UK                        | Eladási minősítések | Album                            |
| ------------------------------------------------------------ | ---- | ------------------------- | ------------------------- | ------------------------- | ------------------------- | ------------------------- | ------------------------- | ------------------------- | ------------------------- | ------------------------- | ------------------------- | --- | -------------------------------- |
| "There You Go"                                               | 2000 | 7                         | 2                         | 22                        | 6                         | 65                        | 19                        | 8                         | 6                         | 37                        | 6                         | - RIAA: Aranylemez - ARIA: Platinalemez - BPI: Ezüstlemez - RMNZ: Aranylemez | Can’t Take Me Home               |
| "Most Girls"                                                 | 2000 | 4                         | 1                         | 23                        | 2                         | —                         | 15                        | 23                        | 2                         | —                         | 5                         | - ARIA: Platinalemez - RMNZ: Aranylemez | Can’t Take Me Home               |
| "You Make Me Sick"                                           | 2000 | 33                        | 25                        | 58                        | —                         | 88                        | 30                        | 62                        | 10                        | —                         | 9                         | - ARIA: Aranylemez | Can’t Take Me Home               |
| "Lady Marmalade" (with Christina Aguilera, Lil’ Kim and Mýa) | 2001 | 1                         | 1                         | 2                         | 17                        | 1                         | 1                         | 2                         | 1                         | 1                         | 1                         | - ARIA: 2× Platinalemez - BEA: Platinalemez - BPI: Platinalemez - FIMI: Platinalemez - GLF: Platinalemez - IFPI DEN: Platinalemez - IFPI NOR: Platinalemez - NVPI: Platinalemez - RMNZ: Platinalemez - SAF: 2× Platinalemez | Moulin Rouge!                    |
| "Get the Party Started"                                      | 2001 | 4                         | 1                         | 1                         | 11                        | 2                         | 1                         | 2                         | 1                         | 2                         | 2                         | - RIAA: Aranylemez - ARIA: Aranylemez - BEA: Aranylemez - BPI: Aranylemez - BVMI: Aranylemez - IFPI AUT: Aranylemez - IFPI NOR: Platinalemez - IFPI SWI: Aranylemez - RMNZ: Aranylemez - SNEP: Aranylemez                   | Missundaztood                    |
| "Don’t Let Me Get Me"                                        | 2002 | 8                         | 8                         | 6                         | —                         | 10                        | 5                         | 10                        | 1                         | 5                         | 6                         | - RIAA: Aranylemez - ARIA: Aranylemez - BPI: Ezüstlemez | Missundaztood                    |
| "Just Like a Pill"                                           | 2002 | 8                         | 97                        | 5                         | 4                         | 2                         | 2                         | 2                         | 2                         | 6                         | 1                         | - ARIA: Platinalemez - BPI: Aranylemez - IFPI AUT: Aranylemez - IRMA: Platinalemez | Missundaztood                    |
| "Family Portrait"                                            | 2002 | 20                        | 11                        | 8                         | —                         | 8                         | —                         | 11                        | 5                         | 18                        | 11                        | - ARIA: Aranylemez - BPI: Ezüstlemez | Missundaztood                    |
| "Feel Good Time" (featuring William Orbit)                   | 2003 | 60                        | 7                         | 21                        | —                         | 16                        | 9                         | 9                         | 17                        | 12                        | 3                         | - ARIA: Aranylemez | Try This                         |
| "Trouble"                                                    | 2003 | 68                        | 8                         | 1                         | 2                         | 7                         | 7                         | 5                         | 20                        | 8                         | 7                         | - ARIA: Aranylemez | Try This                         |
| "God Is a DJ"                                                | 2004 | —                         | 24                        | 8                         | —                         | 44                        | —                         | 26                        | 30                        | 32                        | 11                        | | Try This                         |
| "Last to Know"                                               | 2004 | —                         | —                         | 3                         | —                         | 66                        | 23                        | 48                        | —                         | 46                        | 21                        | | Try This                         |
| "Stupid Girls"                                               | 2006 | 13                        | 4                         | 14                        | 2                         | 5                         | 5                         | 3                         | 7                         | 2                         | 4                         | - RIAA: Aranylemez - ARIA: Platinalemez - MC: Aranylemez | I’m Not Dead                     |
| "Who Knew"                                                   | 2006 | 9                         | 2                         | 12                        | 46                        | 12                        | 6                         | 11                        | 11                        | 14                        | 5                         | - RIAA: Platinalemez - ARIA: 2× Platinalemez - BPI: Platinalemez - MC: Aranylemez | I’m Not Dead                     |
| "U + Ur Hand"                                                | 2006 | 9                         | 5                         | 20                        | 24                        | 4                         | 13                        | 3                         | 10                        | 5                         | 10                        | - RIAA: Platinalemez - ARIA: 2× Platinalemez - BPI: Ezüstlemez - BVMI: Aranylemez - IFPI AUT: Aranylemez - MC: Aranylemez                                                                                                   | I’m Not Dead                     |
| "Nobody Knows"                                               | 2006 | —                         | 27                        | —                         | —                         | 17                        | 27                        | 21                        | —                         | 17                        | 27                        | - ARIA: Aranylemez | I’m Not Dead                     |
| "Dear Mr. President" (featuring Indigo Girls)                | 2006 | —                         | 5                         | 1                         | 55                        | 3                         | —                         | 1                         | 11                        | 3                         | —                         | - ARIA: 2× Platinalemez - BVMI: Platinalemez - IFPI AUT: Platinalemez | I’m Not Dead                     |
| "Leave Me Alone (I’m Lonely)"                                | 2007 | —                         | 5                         | —                         | —                         | —                         | —                         | —                         | 5                         | —                         | 34                        | - ARIA: Platinalemez - RMNZ: Aranylemez | I’m Not Dead                     |
| "So What"                                                    | 2008 | 1                         | 1                         | 4                         | 1                         | 1                         | 1                         | 1                         | 1                         | 1                         | 1                         | - ARIA: 6× Platinalemez - BEA: Aranylemez - BPI: Platinalemez - BVMI: Platinalemez - IFPI AUT: Aranylemez - IFPI SWI: Platinalemez - RMNZ: Platinalemez                                                                     | Funhouse                         |
| "Sober"                                                      | 2008 | 15                        | 6                         | 10                        | 8                         | 3                         | 12                        | 4                         | 7                         | 5                         | 9                         | - RIAA: 2× Platinalemez - ARIA: 4× Platinalemez - BPI: Ezüstlemez - BVMI: Aranylemez - IFPI AUT: Aranylemez - IFPI SWI: Aranylemez - RMNZ: Aranylemez                                                                       | Funhouse                         |
| "Please Don’t Leave Me"                                      | 2009 | 17                        | 11                        | 18                        | 8                         | 8                         | 10                        | 5                         | 19                        | 9                         | 12                        | - ARIA: 2× Platinalemez - BPI: Aranylemez - IFPI AUT: Aranylemez - IFPI SWI: Aranylemez | Funhouse                         |
| "Bad Influence"                                              | 2009 | —                         | 6                         | —                         | —                         | 26                        | —                         | 20                        | 12                        | 44                        | 123                       | - ARIA: Platinalemez | Funhouse                         |
| "Funhouse"                                                   | 2009 | 44                        | 6                         | 22                        | 21                        | 16                        | 26                        | 7                         | 15                        | 8                         | 29                        | - ARIA: Platinalemez | Funhouse                         |
| "I Don’t Believe You"                                        | 2009 | —                         | 23                        | —                         | 66                        | 17                        | —                         | 15                        | —                         | 33                        | 62                        | - ARIA: Platinalemez | Funhouse                         |
| "Glitter in the Air"                                         | 2010 | 18                        | —                         | —                         | 13                        | —                         | —                         | —                         | —                         | —                         | —                         | | Funhouse                         |
| "Raise Your Glass"                                           | 2010 | 1                         | 1                         | 20                        | 2                         | 5                         | 10                        | 9                         | 5                         | 9                         | 13                        | - RIAA: 5× Platinalemez - ARIA: 6× Platinalemez - BPI: Platinalemez - BVMI: Aranylemez - IFPI SWI: Aranylemez - MC: 4× Platinalemez - RMNZ: Platinalemez                                                                    | Greatest Hits... So Far!!!       |
| "Fuckin' Perfect"                                            | 2010 | 2                         | 10                        | 6                         | 16                        | 7                         | 15                        | 9                         | 2                         | 15                        | 10                        | - RIAA: 3× Platinalemez - ARIA: 3× Platinalemez - BPI: Aranylemez - MC: 3× Platinalemez - RMNZ: Aranylemez | Greatest Hits... So Far!!!       |
| "Bridge of Light"                                            | 2011 | —                         | 26                        | —                         | —                         | 8                         | —                         | 7                         | —                         | 8                         | —                         | - ARIA: Aranylemez - BVMI: Aranylemez | Happy Feet Two                   |
| "Blow Me (One Last Kiss)"                                    | 2012 | 5                         | 1                         | 14                        | 4                         | 10                        | 11                        | 14                        | 8                         | 15                        | 3                         | - ARIA: 4× Platinalemez - BPI: Aranylemez - IFPI SWI: Aranylemez - MC: 3× Platinalemez - RMNZ: Platinalemez | The Truth About Love             |
| "Try"                                                        | 2012 | 9                         | 6                         | 10                        | 4                         | 2                         | 12                        | 3                         | 7                         | 2                         | 8                         | - ARIA: 5× Platinalemez - BEA: Aranylemez - BPI: Aranylemez - BVMI: Platinalemez - IFPI AUT: Aranylemez - IFPI SWI: 2x Platinalemez - MC: 4× Platinalemez - RMNZ: Platinalemez                                              | The Truth About Love             |
| "Just Give Me a Reason" (featuring Nate Ruess)               | 2013 | 1                         | 1                         | 2                         | 1                         | 1                         | 1                         | 1                         | 1                         | 2                         | 2                         | - RIAA: 4× Platinalemez - ARIA: 8× Platinalemez - BEA: Platinalemez - BPI: 2× Platinalemez - BVMI: 3× Aranylemez - IFPI AUT: Platinalemez - IFPI SWI: 2x Platinalemez - MC: 6× Platinalemez - RMNZ: 3× Platinalemez         | The Truth About Love             |
| "True Love" (featuring Lily Allen)                           | 2013 | 53                        | 5                         | —                         | 20                        | 43                        | 23                        | 30                        | 14                        | 50                        | 16                        | - ARIA: 2× Platinalemez - BPI: Ezüstlemez - MC: Platinalemez - RMNZ: Aranylemez | The Truth About Love             |
| "Walk of Shame"                                              | 2013 | —                         | 60                        | —                         | —                         | —                         | —                         | —                         | —                         | —                         | —                         | - ARIA: Aranylemez | The Truth About Love             |
| "Are We All We Are"                                          | 2013 | —                         | —                         | —                         | —                         | 82                        | —                         | —                         | —                         | —                         | —                         | | The Truth About Love             |
| "Today’s the Day"                                            | 2015 | —                         | 11                        | —                         | 42                        | 76                        | —                         | 53                        | —                         | 48                        | —                         | - ARIA: Aranylemez | Albumon kívüli dal               |
| "Just Like Fire"                                             | 2016 | 10                        | 1                         | 37                        | 11                        | 21                        | 23                        | 16                        | 11                        | 33                        | 19                        | - RIAA: Platinalemez - ARIA: 4× Platinalemez - BPI: Aranylemez - MC: Platinalemez - RMNZ: Aranylemez | Alice Through the Looking Glass  |
| "What About Us"                                              | 2017 | 13                        | 1                         | 2                         | 6                         | 3                         | 5                         | 3                         | 9                         | 1                         | 3                         | - RIAA: Platinalemez - ARIA: 4× Platinalemez - BEA: Platinalemez - BPI: Platinalemez - IFPI AUT: Aranylemez - IFPI SWI: 3x Platinalemez - MC: 3× Platinalemez - RMNZ: Platinalemez                                          | Beautiful Trauma                 |
| "Beautiful Trauma"                                           | 2017 | 78                        | 25                        | 30                        | 51                        | 80                        | 80                        | 45                        | —                         | 46                        | 25                        | - ARIA: Platinalemez - BPI: Aranylemez - IFPI SWI: Aranylemez - MC: Platinalemez | Beautiful Trauma                 |
| "Whatever You Want"                                          | 2018 | —                         | 44                        | —                         | —                         | —                         | —                         | —                         | —                         | 79                        | —                         | | Beautiful Trauma                 |
| "A Million Dreams"                                           | 2018 | 90                        | 26                        | 6                         | 80                        | 70                        | 44                        | —                         | —                         | 16                        | 11                        | - ARIA: Aranylemez - BPI: Ezüstlemez | The Greatest Showman: Reimagined |
| "Walk Me Home"                                               | 2019 | 49                        | 11                        | 13                        | 17                        | 33                        | 6                         | 36                        | 16                        | 8                         | 8                         | - RIAA: Platinalemez - ARIA: 2x Platinalemez - BPI: Aranylemez - RMNZ: Aranylemez | Hurts 2B Human                   |
| "Can We Pretend" (featuring Cash Cash)                       | 2019 | —                         | 99                        | 25                        | 99                        | —                         | 84                        | —                         | —                         | 76                        | 88                        | - ARIA: Aranylemez | Hurts 2B Human                   |
| "Hurts 2B Human" (featuring Khalid)                          | 2019 | —                         | 48                        | 87                        | —                         | —                         | 55                        | —                         | —                         | 59                        | 61                        | | Hurts 2B Human                   |
| "Love Me Anyway" (featuring Chris Stapleton)                 | 2019 | 96                        | —                         | —                         | —                         | —                         | —                         | —                         | —                         | —                         | —                         | | Hurts 2B Human                   |

## Promóciós kislemezek
| Cím               | Év   | Legjobb listás helyezések | Legjobb listás helyezések | Legjobb listás helyezések | Legjobb listás helyezések | Legjobb listás helyezések | Legjobb listás helyezések | Legjobb listás helyezések | Legjobb listás helyezések | Legjobb listás helyezések | Legjobb listás helyezések | Album                    |
| Cím               | Év   | US Dig.                   | AUS                       | CAN Dig.                  | CRO                       | FRA Dow.                  | HUN                       | NZ                        | POL                       | SCO                       | SWI                       | Album                    |
| ----------------- | ---- | ------------------------- | ------------------------- | ------------------------- | ------------------------- | ------------------------- | ------------------------- | ------------------------- | ------------------------- | ------------------------- | ------------------------- | ------------------------ |
| "Cuz I Can"       | 2007 | —                         | —                         | —                         | —                         | —                         | —                         | 29                        | —                         | —                         | —                         | I'm Not Dead             |
| "Heartbreak Down" | 2010 | —                         | —                         | —                         | —                         | —                         | 2                         | —                         | —                         | —                         | —                         | Greatest Hits... So Far! |
| "Hustle"          | 2019 | 6                         | 69                        | 12                        | 72                        | 100                       | —                         | —                         | 85                        | 30                        | 75                        | Hurts 2B Human           |

## Listázott számok (közreműködött előadóként)
| Cím                                            | Év   | Legjobb listás helyezések | Legjobb listás helyezések | Legjobb listás helyezések | Legjobb listás helyezések | Legjobb listás helyezések | Legjobb listás helyezések | Legjobb listás helyezések | Legjobb listás helyezések | Legjobb listás helyezések | Legjobb listás helyezések | Eladási minősítések |
| Cím                                            | Év   | US                        | AUS                       | AUT                       | BEL                       | CAN                       | GER                       | IRE                       | NZ                        | SWI                       | UK                        | Eladási minősítések |
| ---------------------------------------------- | ---- | ------------------------- | ------------------------- | ------------------------- | ------------------------- | ------------------------- | ------------------------- | ------------------------- | ------------------------- | ------------------------- | ------------------------- | --- |
| "Won't Back Down" (Eminem featuring Pink)      | 2010 | 62                        | 87                        | —                         | —                         | 65                        | —                         | —                         | —                         | —                         | 82                        | - RIAA: Platinalemez |
| "Guns And Roses" (T.I. featuring Pink)         | 2012 | —                         | 18                        | —                         | —                         | —                         | —                         | —                         | —                         | —                         | —                         | - ARIA: Platinalemez |
| "Waterfall" (Stargate featuring Pink & Sia)    | 2017 | —                         | 19                        | 70                        | —                         | 86                        | 47                        | 85                        | —                         | 38                        | 47                        | - ARIA: Aranylemez |
| "Need Me" (Eminem featuring Pink)              | 2017 | —                         | 98                        | —                         | —                         | 98                        | —                         | —                         | —                         | —                         | —                         | |
| "Get the Party Started"                        |      | 4                         | 1                         | 2                         | 1                         | 11                        | 2                         | 1                         | 1                         | 2                         | 2                         | - RIAA: Aranylemez - ARIA: Aranylemez - BEA: Aranylemez - BPI: Aranylemez - BVMI: Aranylemez - IFPI AUT: Aranylemez - IFPI SWI: Aranylemez - IRMA: Aranylemez - RMNZ: Aranylemez                                    |
| "Don’t Let Me Get Me"                          | 2002 | 8                         | 8                         | 10                        | 6                         | —                         | 10                        | 5                         | 1                         | 5                         | 6                         | - RIAA: Aranylemez - ARIA: Aranylemez - BPI: Ezüstlemez |
| "Just Like a Pill"                             | 2002 | 8                         | 97                        | 2                         | 5                         | 4                         | 2                         | 2                         | 2                         | 6                         | 1                         | - ARIA: Platinalemez - BPI: Aranylemez - IFPI AUT: Aranylemez - IRMA: Platinalemez |
| "Family Portrait"                              | 2002 | 20                        | 11                        | 11                        | 8                         | —                         | 8                         | —                         | 5                         | 18                        | 11                        | - ARIA: Aranylemez - BPI: Ezüstlemez |
| "Feel Good Time" (featuring William Orbit)     | 2003 | 60                        | 7                         | 9                         | 21                        | —                         | 16                        | 9                         | 17                        | 12                        | 3                         | - ARIA: Aranylemez |
| "Trouble"                                      | 2003 | 68                        | 8                         | 5                         | 1                         | 2                         | 7                         | 7                         | 20                        | 8                         | 7                         | - ARIA: Aranylemez |
| "God Is a DJ"                                  | 2004 | —                         | 24                        | 26                        | 8                         | —                         | 44                        | —                         | 30                        | 32                        | 11                        | |
| "Last to Know"                                 | 2004 | —                         | —                         | 48                        | 3                         | —                         | 66                        | 23                        | —                         | 46                        | 21                        | |
| "Stupid Girls"                                 | 2006 | 13                        | 4                         | 3                         | 14                        | 2                         | 5                         | 5                         | 7                         | 2                         | 4                         | - RIAA: Aranylemez - ARIA: Platinalemez - MC: Aranylemez |
| "Who Knew"                                     | 2006 | 9                         | 2                         | 11                        | 12                        | 46                        | 12                        | 6                         | 11                        | 14                        | 5                         | - RIAA: Platinalemez - ARIA: 2× Platinalemez - BPI: Platinalemez - MC: Aranylemez |
| "U + Ur Hand"                                  | 2006 | 9                         | 5                         | 3                         | 20                        | 24                        | 4                         | 13                        | 10                        | 5                         | 10                        | - RIAA: Platinalemez - ARIA: 2× Platinalemez - BPI: Ezüstlemez - BVMI: Aranylemez - IFPI AUT: Aranylemez - MC: Aranylemez                                                                                           |
| "Nobody Knows"                                 | 2006 | —                         | 27                        | 21                        | —                         | —                         | 17                        | 27                        | —                         | 17                        | 27                        | - ARIA: Aranylemez |
| "Dear Mr. President" (featuring Indigo Girls)  | 2006 | —                         | 5                         | 1                         | 1                         | 55                        | 3                         | —                         | 11                        | 3                         | —                         | - ARIA: 2× Platinalemez - BVMI: Platinalemez - IFPI AUT: Platinalemez |
| "Leave Me Alone (I’m Lonely)"                  | 2007 | —                         | 5                         | —                         | —                         | —                         | —                         | —                         | 5                         | —                         | 34                        | - ARIA: Platinalemez - RMNZ: Aranylemez |
| "So What"                                      | 2008 | 1                         | 1                         | 1                         | 4                         | 1                         | 1                         | 1                         | 1                         | 1                         | 1                         | - ARIA: 6× Platinalemez - BEA: Aranylemez - BPI: Platinalemez - BVMI: Platinalemez - IFPI AUT: Aranylemez - IFPI SWI: Platinalemez - RMNZ: Platinalemez                                                             |
| "Sober"                                        | 2008 | 15                        | 6                         | 4                         | 10                        | 8                         | 3                         | 12                        | 7                         | 5                         | 9                         | - RIAA: 2× Platinalemez - ARIA: 4× Platinalemez - BPI: Ezüstlemez - BVMI: Aranylemez - IFPI AUT: Aranylemez - IFPI SWI: Aranylemez - RMNZ: Aranylemez                                                               |
| "Please Don’t Leave Me"                        | 2009 | 17                        | 11                        | 5                         | 18                        | 8                         | 8                         | 10                        | 19                        | 9                         | 12                        | - ARIA: 2× Platinalemez - BPI: Aranylemez - IFPI AUT: Aranylemez - IFPI SWI: Aranylemez |
| "Bad Influence"                                | 2009 | —                         | 6                         | 20                        | —                         | —                         | 26                        | —                         | 12                        | 44                        | 123                       | - ARIA: Platinalemez |
| "Funhouse"                                     | 2009 | 44                        | 6                         | 7                         | 22                        | 21                        | 16                        | 26                        | 15                        | 8                         | 29                        | - ARIA: Platinalemez |
| "I Don’t Believe You"                          | 2009 | —                         | 23                        | 15                        | —                         | 66                        | 17                        | —                         | —                         | 33                        | 62                        | - ARIA: Platinalemez |
| "Glitter in the Air"                           | 2010 | 18                        | —                         | —                         | —                         | 13                        | —                         | —                         | —                         | —                         | —                         | |
| "Raise Your Glass"                             | 2010 | 1                         | 1                         | 9                         | 20                        | 2                         | 5                         | 10                        | 5                         | 9                         | 13                        | - RIAA: 5× Platinalemez - ARIA: 6× Platinalemez - BPI: Platinalemez - BVMI: Aranylemez - IFPI SWI: Aranylemez - MC: 4× Platinalemez - RMNZ: Platinalemez                                                            |
| "Fuckin' Perfect"                              | 2010 | 2                         | 10                        | 9                         | 6                         | 16                        | 7                         | 15                        | 2                         | 15                        | 10                        | - RIAA: 3× Platinalemez - ARIA: 3× Platinalemez - BPI: Aranylemez - MC: 3× Platinalemez - RMNZ: Aranylemez |
| "Bridge of Light"                              | 2011 | —                         | 26                        | 7                         | —                         | —                         | 8                         | —                         | —                         | 8                         | —                         | - ARIA: Aranylemez - BVMI: Aranylemez |
| "Blow Me (One Last Kiss)"                      | 2012 | 5                         | 1                         | 14                        | 14                        | 4                         | 10                        | 11                        | 8                         | 15                        | 3                         | - ARIA: 4× Platinalemez - BPI: Aranylemez - IFPI SWI: Aranylemez - MC: 3× Platinalemez - RMNZ: Platinalemez |
| "Try"                                          | 2012 | 9                         | 6                         | 3                         | 10                        | 4                         | 2                         | 12                        | 7                         | 2                         | 8                         | - ARIA: 5× Platinalemez - BEA: Aranylemez - BPI: Aranylemez - BVMI: Platinalemez - IFPI AUT: Aranylemez - IFPI SWI: 2x Platinalemez - MC: 4× Platinalemez - RMNZ: Platinalemez                                      |
| "Just Give Me a Reason" (featuring Nate Ruess) | 2013 | 1                         | 1                         | 1                         | 2                         | 1                         | 1                         | 1                         | 1                         | 2                         | 2                         | - RIAA: 4× Platinalemez - ARIA: 8× Platinalemez - BEA: Platinalemez - BPI: 2× Platinalemez - BVMI: 3× Aranylemez - IFPI AUT: Platinalemez - IFPI SWI: 2x Platinalemez - MC: 6× Platinalemez - RMNZ: 3× Platinalemez |
| "True Love" (featuring Lily Allen)             | 2013 | 53                        | 5                         | 30                        | —                         | 20                        | 43                        | 23                        | 14                        | 50                        | 16                        | - ARIA: 2× Platinalemez - BPI: Ezüstlemez - MC: Platinalemez - RMNZ: Aranylemez |
| "Walk of Shame"                                | 2013 | —                         | 60                        | —                         | —                         | —                         | —                         | —                         | —                         | —                         | —                         | - ARIA: Aranylemez |
| "Are We All We Are"                            | 2013 | —                         | —                         | —                         | —                         | —                         | 82                        | —                         | —                         | —                         | —                         | |
| "Today’s the Day"                              | 2015 | —                         | 11                        | 53                        | —                         | 42                        | 76                        | —                         | —                         | 48                        | —                         | - ARIA: Aranylemez |
| "Just Like Fire"                               | 2016 | 10                        | 1                         | 16                        | 37                        | 11                        | 21                        | 23                        | 11                        | 33                        | 19                        | - RIAA: Platinalemez - ARIA: 4× Platinalemez - BPI: Aranylemez - MC: Platinalemez - RMNZ: Aranylemez |
| "What About Us"                                | 2017 | 13                        | 1                         | 3                         | 2                         | 6                         | 3                         | 5                         | 9                         | 1                         | 3                         | - RIAA: Platinalemez - ARIA: 4× Platinalemez - BEA: Platinalemez - BPI: Platinalemez - IFPI AUT: Aranylemez - IFPI SWI: 3x Platinalemez - MC: 3× Platinalemez - RMNZ: Platinalemez                                  |
| "Beautiful Trauma"                             | 2017 | 78                        | 25                        | 45                        | 30                        | 51                        | 80                        | 80                        | —                         | 46                        | 25                        | - ARIA: Platinalemez - BPI: Aranylemez - IFPI SWI: Aranylemez - MC: Platinalemez |
| "Whatever You Want"                            | 2018 | —                         | 44                        | —                         | —                         | —                         | —                         | —                         | —                         | 79                        | —                         | |
| "A Million Dreams"                             | 2018 | 90                        | 26                        | —                         | 6                         | 80                        | 70                        | 44                        | —                         | 16                        | 11                        | - ARIA: Aranylemez - BPI: Ezüstlemez |
| "Walk Me Home"                                 | 2019 | 49                        | 11                        | 36                        | 13                        | 17                        | 33                        | 6                         | 16                        | 8                         | 8                         | - RIAA: Platinalemez - ARIA: 2x Platinalemez - BPI: Aranylemez - RMNZ: Aranylemez |
| "Can We Pretend" (featuring Cash Cash)         | 2019 | —                         | 99                        | —                         | 25                        | 99                        | —                         | 84                        | —                         | 76                        | 88                        | - ARIA: Aranylemez |
| "Hurts 2B Human" (featuring Khalid)            | 2019 | —                         | 48                        | —                         | 87                        | —                         | —                         | 55                        | —                         | 59                        | 61                        | |
| "Love Me Anyway" (featuring Chris Stapleton)   | 2019 | 96                        | —                         | —                         | —                         | —                         | —                         | —                         | —                         | —                         | —                         | |

| Cím                                                        | Év   | Legjobb listás helyezések | Legjobb listás helyezések | Legjobb listás helyezések | Legjobb listás helyezések | Legjobb listás helyezések | Legjobb listás helyezések | Legjobb listás helyezések | Legjobb listás helyezések | Legjobb listás helyezések | Legjobb listás helyezések | Eladási minősítések                                        | Album              |
| Cím                                                        | Év   | US                        | AUS                       | AUT                       | BEL                       | CAN                       | GER                       | IRE                       | NZ                        | SWI                       | UK                        | Eladási minősítések                                        | Album              |
| ---------------------------------------------------------- | ---- | ------------------------- | ------------------------- | ------------------------- | ------------------------- | ------------------------- | ------------------------- | ------------------------- | ------------------------- | ------------------------- | ------------------------- | ---------------------------------------------------------- | ------------------ |
| "Setting The World On Fire" (Kenny Chesney featuring Pink) | 2016 | 29                        | 26                        | —                         | —                         | 48                        | —                         | —                         | —                         | —                         | —                         | - RIAA: Platinalemez - ARIA: Aranylemez - MC: Platinalemez | Cosmic Hallelujah  |
| "Waterfall" (Stargate featuring Pink & Sia)                | 2017 | —                         | 19                        | 70                        | —                         | 86                        | 47                        | 85                        | —                         | 38                        | 47                        | - ARIA: Aranylemez                                         | Albumon kívüli dal |

## Más listázott számok
| Cím                                                          | Év   | Legjobb listás helyezések | Legjobb listás helyezések | Legjobb listás helyezések | Legjobb listás helyezések | Legjobb listás helyezések | Legjobb listás helyezések | Legjobb listás helyezések | Legjobb listás helyezések | Legjobb listás helyezések | Legjobb listás helyezések | Eladási minősítések | Album                            |
| Cím                                                          | Év   | US                        | AUS                       | AUT                       | BEL                       | CAN Dig.                  | GER                       | IRE                       | NZ                        | SWI                       | UK                        | Eladási minősítések | Album                            |
| ------------------------------------------------------------ | ---- | ------------------------- | ------------------------- | ------------------------- | ------------------------- | ------------------------- | ------------------------- | ------------------------- | ------------------------- | ------------------------- | ------------------------- | --- | -------------------------------- |
| "90 Days" (featuring Wrabel)                                 | 2019 | —                         | —                         | —                         | —                         | 48                        | —                         | —                         | —                         | —                         | —                         | | Hurts 2B Human                   |
| "Most Girls"                                                 |      | 4                         | 1                         | —                         | 23                        | 2                         | —                         | 15                        | 2                         | —                         | 5                         | - ARIA: Platinalemez - RMNZ: Aranylemez |                                  |
| "You Make Me Sick"                                           |      | 33                        | 25                        | —                         | —                         | —                         | 88                        | 30                        | 10                        | —                         | 9                         | - ARIA: Aranylemez |                                  |
| "Lady Marmalade" (with Christina Aguilera, Lil’ Kim and Mýa) | 2001 | 1                         | 1                         | 3                         | 2                         | 17                        | 1                         | 1                         | 1                         | 1                         | 1                         | - ARIA: 2× Platinalemez - BEA: Platinalemez - BPI: Platinalemez - IFPI AUT: Aranylemez - IFPI SWI: Aranylemez - RMNZ: Platinalemez                                                                                  | Moulin Rouge!                    |
| "Get the Party Started"                                      | 2001 | 4                         | 1                         | 2                         | 1                         | 11                        | 2                         | 1                         | 1                         | 2                         | 2                         | - RIAA: Aranylemez - ARIA: Aranylemez - BEA: Aranylemez - BPI: Aranylemez - BVMI: Aranylemez - IFPI AUT: Aranylemez - IFPI SWI: Aranylemez - IRMA: Aranylemez - RMNZ: Aranylemez                                    | Missundaztood                    |
| "Don’t Let Me Get Me"                                        | 2002 | 8                         | 8                         | 10                        | 6                         | —                         | 10                        | 5                         | 1                         | 5                         | 6                         | - RIAA: Aranylemez - ARIA: Aranylemez - BPI: Ezüstlemez | Missundaztood                    |
| "Just Like a Pill"                                           | 2002 | 8                         | 97                        | 2                         | 5                         | 4                         | 2                         | 2                         | 2                         | 6                         | 1                         | - ARIA: Platinalemez - BPI: Aranylemez - IFPI AUT: Aranylemez - IRMA: Platinalemez | Missundaztood                    |
| "Family Portrait"                                            | 2002 | 20                        | 11                        | 11                        | 8                         | —                         | 8                         | —                         | 5                         | 18                        | 11                        | - ARIA: Aranylemez - BPI: Ezüstlemez | Missundaztood                    |
| "Feel Good Time" (featuring William Orbit)                   | 2003 | 60                        | 7                         | 9                         | 21                        | —                         | 16                        | 9                         | 17                        | 12                        | 3                         | - ARIA: Aranylemez | Try This                         |
| "Trouble"                                                    | 2003 | 68                        | 8                         | 5                         | 1                         | 2                         | 7                         | 7                         | 20                        | 8                         | 7                         | - ARIA: Aranylemez | Try This                         |
| "God Is a DJ"                                                | 2004 | —                         | 24                        | 26                        | 8                         | —                         | 44                        | —                         | 30                        | 32                        | 11                        | | Try This                         |
| "Last to Know"                                               | 2004 | —                         | —                         | 48                        | 3                         | —                         | 66                        | 23                        | —                         | 46                        | 21                        | | Try This                         |
| "Stupid Girls"                                               | 2006 | 13                        | 4                         | 3                         | 14                        | 2                         | 5                         | 5                         | 7                         | 2                         | 4                         | - RIAA: Aranylemez - ARIA: Platinalemez - MC: Aranylemez | I’m Not Dead                     |
| "Who Knew"                                                   | 2006 | 9                         | 2                         | 11                        | 12                        | 46                        | 12                        | 6                         | 11                        | 14                        | 5                         | - RIAA: Platinalemez - ARIA: 2× Platinalemez - BPI: Platinalemez - MC: Aranylemez | I’m Not Dead                     |
| "U + Ur Hand"                                                | 2006 | 9                         | 5                         | 3                         | 20                        | 24                        | 4                         | 13                        | 10                        | 5                         | 10                        | - RIAA: Platinalemez - ARIA: 2× Platinalemez - BPI: Ezüstlemez - BVMI: Aranylemez - IFPI AUT: Aranylemez - MC: Aranylemez                                                                                           | I’m Not Dead                     |
| "Nobody Knows"                                               | 2006 | —                         | 27                        | 21                        | —                         | —                         | 17                        | 27                        | —                         | 17                        | 27                        | - ARIA: Aranylemez | I’m Not Dead                     |
| "Dear Mr. President" (featuring Indigo Girls)                | 2006 | —                         | 5                         | 1                         | 1                         | 55                        | 3                         | —                         | 11                        | 3                         | —                         | - ARIA: 2× Platinalemez - BVMI: Platinalemez - IFPI AUT: Platinalemez | I’m Not Dead                     |
| "Leave Me Alone (I’m Lonely)"                                | 2007 | —                         | 5                         | —                         | —                         | —                         | —                         | —                         | 5                         | —                         | 34                        | - ARIA: Platinalemez - RMNZ: Aranylemez | I’m Not Dead                     |
| "So What"                                                    | 2008 | 1                         | 1                         | 1                         | 4                         | 1                         | 1                         | 1                         | 1                         | 1                         | 1                         | - ARIA: 6× Platinalemez - BEA: Aranylemez - BPI: Platinalemez - BVMI: Platinalemez - IFPI AUT: Aranylemez - IFPI SWI: Platinalemez - RMNZ: Platinalemez                                                             | Funhouse                         |
| "Sober"                                                      | 2008 | 15                        | 6                         | 4                         | 10                        | 8                         | 3                         | 12                        | 7                         | 5                         | 9                         | - RIAA: 2× Platinalemez - ARIA: 4× Platinalemez - BPI: Ezüstlemez - BVMI: Aranylemez - IFPI AUT: Aranylemez - IFPI SWI: Aranylemez - RMNZ: Aranylemez                                                               | Funhouse                         |
| "Please Don’t Leave Me"                                      | 2009 | 17                        | 11                        | 5                         | 18                        | 8                         | 8                         | 10                        | 19                        | 9                         | 12                        | - ARIA: 2× Platinalemez - BPI: Aranylemez - IFPI AUT: Aranylemez - IFPI SWI: Aranylemez | Funhouse                         |
| "Bad Influence"                                              | 2009 | —                         | 6                         | 20                        | —                         | —                         | 26                        | —                         | 12                        | 44                        | 123                       | - ARIA: Platinalemez | Funhouse                         |
| "Funhouse"                                                   | 2009 | 44                        | 6                         | 7                         | 22                        | 21                        | 16                        | 26                        | 15                        | 8                         | 29                        | - ARIA: Platinalemez | Funhouse                         |
| "I Don’t Believe You"                                        | 2009 | —                         | 23                        | 15                        | —                         | 66                        | 17                        | —                         | —                         | 33                        | 62                        | - ARIA: Platinalemez | Funhouse                         |
| "Glitter in the Air"                                         | 2010 | 18                        | —                         | —                         | —                         | 13                        | —                         | —                         | —                         | —                         | —                         | | Funhouse                         |
| "Raise Your Glass"                                           | 2010 | 1                         | 1                         | 9                         | 20                        | 2                         | 5                         | 10                        | 5                         | 9                         | 13                        | - RIAA: 5× Platinalemez - ARIA: 6× Platinalemez - BPI: Platinalemez - BVMI: Aranylemez - IFPI SWI: Aranylemez - MC: 4× Platinalemez - RMNZ: Platinalemez                                                            | Greatest Hits... So Far!!!       |
| "Fuckin' Perfect"                                            | 2010 | 2                         | 10                        | 9                         | 6                         | 16                        | 7                         | 15                        | 2                         | 15                        | 10                        | - RIAA: 3× Platinalemez - ARIA: 3× Platinalemez - BPI: Aranylemez - MC: 3× Platinalemez - RMNZ: Aranylemez | Greatest Hits... So Far!!!       |
| "Bridge of Light"                                            | 2011 | —                         | 26                        | 7                         | —                         | —                         | 8                         | —                         | —                         | 8                         | —                         | - ARIA: Aranylemez - BVMI: Aranylemez | Happy Feet Two                   |
| "Blow Me (One Last Kiss)"                                    | 2012 | 5                         | 1                         | 14                        | 14                        | 4                         | 10                        | 11                        | 8                         | 15                        | 3                         | - ARIA: 4× Platinalemez - BPI: Aranylemez - IFPI SWI: Aranylemez - MC: 3× Platinalemez - RMNZ: Platinalemez | The Truth About Love             |
| "Try"                                                        | 2012 | 9                         | 6                         | 3                         | 10                        | 4                         | 2                         | 12                        | 7                         | 2                         | 8                         | - ARIA: 5× Platinalemez - BEA: Aranylemez - BPI: Aranylemez - BVMI: Platinalemez - IFPI AUT: Aranylemez - IFPI SWI: 2x Platinalemez - MC: 4× Platinalemez - RMNZ: Platinalemez                                      | The Truth About Love             |
| "Just Give Me a Reason" (featuring Nate Ruess)               | 2013 | 1                         | 1                         | 1                         | 2                         | 1                         | 1                         | 1                         | 1                         | 2                         | 2                         | - RIAA: 4× Platinalemez - ARIA: 8× Platinalemez - BEA: Platinalemez - BPI: 2× Platinalemez - BVMI: 3× Aranylemez - IFPI AUT: Platinalemez - IFPI SWI: 2x Platinalemez - MC: 6× Platinalemez - RMNZ: 3× Platinalemez | The Truth About Love             |
| "True Love" (featuring Lily Allen)                           | 2013 | 53                        | 5                         | 30                        | —                         | 20                        | 43                        | 23                        | 14                        | 50                        | 16                        | - ARIA: 2× Platinalemez - BPI: Ezüstlemez - MC: Platinalemez - RMNZ: Aranylemez | The Truth About Love             |
| "Walk of Shame"                                              | 2013 | —                         | 60                        | —                         | —                         | —                         | —                         | —                         | —                         | —                         | —                         | - ARIA: Aranylemez | The Truth About Love             |
| "Are We All We Are"                                          | 2013 | —                         | —                         | —                         | —                         | —                         | 82                        | —                         | —                         | —                         | —                         | | The Truth About Love             |
| "Today’s the Day"                                            | 2015 | —                         | 11                        | 53                        | —                         | 42                        | 76                        | —                         | —                         | 48                        | —                         | - ARIA: Aranylemez | Albumon kívüli dal               |
| "Just Like Fire"                                             | 2016 | 10                        | 1                         | 16                        | 37                        | 11                        | 21                        | 23                        | 11                        | 33                        | 19                        | - RIAA: Platinalemez - ARIA: 4× Platinalemez - BPI: Aranylemez - MC: Platinalemez - RMNZ: Aranylemez | Alice Through the Looking Glass  |
| "What About Us"                                              | 2017 | 13                        | 1                         | 3                         | 2                         | 6                         | 3                         | 5                         | 9                         | 1                         | 3                         | - RIAA: Platinalemez - ARIA: 4× Platinalemez - BEA: Platinalemez - BPI: Platinalemez - IFPI AUT: Aranylemez - IFPI SWI: 3x Platinalemez - MC: 3× Platinalemez - RMNZ: Platinalemez                                  | Beautiful Trauma                 |
| "Beautiful Trauma"                                           | 2017 | 78                        | 25                        | 45                        | 30                        | 51                        | 80                        | 80                        | —                         | 46                        | 25                        | - ARIA: Platinalemez - BPI: Aranylemez - IFPI SWI: Aranylemez - MC: Platinalemez | Beautiful Trauma                 |
| "Whatever You Want"                                          | 2018 | —                         | 44                        | —                         | —                         | —                         | —                         | —                         | —                         | 79                        | —                         | | Beautiful Trauma                 |
| "A Million Dreams"                                           | 2018 | 90                        | 26                        | —                         | 6                         | 80                        | 70                        | 44                        | —                         | 16                        | 11                        | - ARIA: Aranylemez - BPI: Ezüstlemez | The Greatest Showman: Reimagined |
| "Walk Me Home"                                               | 2019 | 49                        | 11                        | 36                        | 13                        | 17                        | 33                        | 6                         | 16                        | 8                         | 8                         | - RIAA: Platinalemez - ARIA: 2x Platinalemez - BPI: Aranylemez - RMNZ: Aranylemez | Hurts 2B Human                   |
| "Can We Pretend" (featuring Cash Cash)                       | 2019 | —                         | 99                        | —                         | 25                        | 99                        | —                         | 84                        | —                         | 76                        | 88                        | - ARIA: Aranylemez | Hurts 2B Human                   |
| "Hurts 2B Human" (featuring Khalid)                          | 2019 | —                         | 48                        | —                         | 87                        | —                         | —                         | 55                        | —                         | 59                        | 61                        | | Hurts 2B Human                   |
| "Love Me Anyway" (featuring Chris Stapleton)                 | 2019 | 96                        | —                         | —                         | —                         | —                         | —                         | —                         | —                         | —                         | —                         | | Hurts 2B Human                   |

## Digital Song Sales & Airplay Charts
| Cím                                            | Év   |     |     |     |                                                                |                                                                   |     |     |     | Legjobb listás helyezések                                         | Legjobb listás helyezések | Legjobb listás helyezések                                         | Legjobb listás helyezések | Legjobb listás helyezések | Legjobb listás helyezések | Legjobb listás helyezések | Eladási minősítések |
| Cím                                            | Év   | USA | AUS | CAN | CHN Archiválva 2019. május 17-i dátummal a Wayback Machine-ben | CRO Archiválva 2018. november 12-i dátummal a Wayback Machine-ben | FRA | NZL | SCO | CRO Archiválva 2018. november 12-i dátummal a Wayback Machine-ben | FRA Down.                 | NZ Hot. Archiválva 2019. május 6-i dátummal a Wayback Machine-ben | SCO                       | SUI                       | SWE Heat.                 |                           | Eladási minősítések |
| ---------------------------------------------- | ---- | --- | --- | --- | -------------------------------------------------------------- | ----------------------------------------------------------------- | --- | --- | --- | ----------------------------------------------------------------- | ------------------------- | ----------------------------------------------------------------- | ------------------------- | ------------------------- | ------------------------- | ------------------------- | --- |
| "Trouble"                                      |      | —   | —   | —   | —                                                              | —                                                                 | —   | —   |     |                                                                   |                           |                                                                   |                           |                           |                           |                           | |
| "Need Me" (featuring Eminem)                   | 2018 |     |     | 40  | —                                                              |                                                                   |     |     |     | —                                                                 | —                         | —                                                                 | —                         | —                         | —                         | —                         | |
| "Wild Hearts Can't Be Broken"                  | 2018 |     |     | 45  | —                                                              |                                                                   |     |     |     | —                                                                 | —                         | —                                                                 | —                         | —                         | —                         | —                         | |
| "Whatever You Want"                            | 2018 |     |     | 39  | —                                                              |                                                                   |     |     |     | —                                                                 | 58                        | —                                                                 | —                         | —                         | 79                        | —                         | |
| "Secrets"                                      | 2018 |     |     | —   | —                                                              |                                                                   |     |     |     | —                                                                 | 63                        | 118                                                               | 13                        | —                         | —                         | —                         | |
| "[A Million Dreams]"                           | 2018 |     |     | 9   | —                                                              |                                                                   |     |     |     | —                                                                 | 32                        | 81                                                                | 7                         | —                         | —                         | —                         | |
| "Bennie And The Jets" (featuring Logic)        | 2018 | —   | —   | 40  | —                                                              | —                                                                 | —   | —   |     | —                                                                 | —                         | —                                                                 | —                         | —                         | —                         | —                         | |
| "Walk Me Home"                                 | 2019 | 2   | 1   | 2   | 15                                                             | 5                                                                 | 33  | 1   | 2   | 15                                                                | 5                         | 33                                                                | 1                         | 2                         | 8                         | —                         | |
| "Hustle" (featuring Imagine Dragons)           | 2019 | 11  | 4   | 12  | —                                                              | 72                                                                | 100 | 12  | 30  | —                                                                 | 72                        | 100                                                               | 12                        | 30                        | 75                        | —                         | |
| "Can We Pretend" (featuring Cash Cash)         | 2019 | 31  | 20  | —   | 39                                                             | 98                                                                | 86  | 14  | 31  | 39                                                                | 98                        | 86                                                                | 14                        | 31                        | 76                        | 1                         | |
| "Hurts 2B Human" (featuring Khalid)            | 2019 | —   | 17  | 14  | 36                                                             | —                                                                 | 173 | 2   | 53  | 36                                                                | —                         | 173                                                               | 2                         | 53                        | 59                        | 4                         | |
| "Love Me Anyway" (feat. Chris Stapleton)       | 2019 | 3   | —   | 5   | —                                                              | —                                                                 | —   | 24  | 54  | —                                                                 | —                         | —                                                                 | 24                        | 54                        | —                         | —                         | |
| "Stupid Girls"                                 | 2006 |     |     |     |                                                                |                                                                   |     |     |     | 5                                                                 | 3                         | 13                                                                | 5                         | 9                         | 7                         | 4                         | - RIAA: aranylemez - ARIA: platina - MC: aranylemez                                                                                                   |
| "Who Knew"                                     | 2006 |     |     |     |                                                                |                                                                   |     |     |     | 6                                                                 | 11                        | 24                                                                | 12                        | 35                        | 11                        | 5                         | - RIAA: platina - ARIA: 2× platina - BPI: aranylemez - MC: aranylemez                                                                                 |
| "U + Ur Hand"                                  | 2006 |     |     |     |                                                                |                                                                   |     |     |     | 13                                                                | 3                         | 11                                                                | 4                         | 31                        | 10                        | 10                        | - RIAA: platina - ARIA: 2× platina - BPI: Silver - BVMI: aranylemez - IFPI AUT: aranylemez - MC: aranylemez                                           |
| "Nobody Knows"                                 | 2006 |     |     |     |                                                                |                                                                   |     |     |     | 27                                                                | 21                        | 18                                                                | 17                        | 38                        | —                         | 27                        | - ARIA: aranylemez |
| "Dear Mr. President" (featuring Indigo Girls)  | 2006 |     |     |     |                                                                |                                                                   |     |     |     | —                                                                 | 1                         | —                                                                 | 3                         | 37                        | 11                        | —                         | - ARIA: 2× platina - BVMI: platina - IFPI AUT: platina                                                                                                |
| "Leave Me Alone (I’m Lonely)"                  | 2007 |     |     |     |                                                                |                                                                   |     |     |     | —                                                                 | —                         | —                                                                 | —                         | —                         | 5                         | 34                        | - ARIA: platina - RMNZ: aranylemez |
| "So What"                                      | 2008 |     |     |     |                                                                |                                                                   |     |     |     | 1                                                                 | 1                         | 4                                                                 | 1                         | 4                         | 1                         | 1                         | - ARIA: 6× platina - BPI: platina - BVMI: platina - IFPI AUT: aranylemez - RMNZ: platina                                                              |
| "Sober"                                        | 2008 |     |     |     |                                                                |                                                                   |     |     |     | 12                                                                | 4                         | —                                                                 | 3                         | 3                         | 7                         | 9                         | - ARIA: 4× platina - BPI: Silver - BVMI: aranylemez - IFPI AUT: aranylemez - RMNZ: aranylemez                                                         |
| "Please Don’t Leave Me"                        | 2009 |     |     |     |                                                                |                                                                   |     |     |     | 10                                                                | 5                         | —                                                                 | 8                         | 19                        | 19                        | 12                        | - ARIA: 2× platina - BPI: Silver - IFPI AUT: aranylemez                                                                                               |
| "Bad Influence"                                | 2009 |     |     |     |                                                                |                                                                   |     |     |     | —                                                                 | 20                        | —                                                                 | 26                        | 13                        | 12                        | —                         | - ARIA: platina |
| "Funhouse"                                     | 2009 |     |     |     |                                                                |                                                                   |     |     |     | 26                                                                | 7                         | 32                                                                | 16                        | 14                        | 15                        | 29                        | - ARIA: platina |
| "I Don’t Believe You"                          | 2009 |     |     |     |                                                                |                                                                   |     |     |     | 17                                                                | 23                        | 66                                                                | —                         | —                         | 23                        | 62                        | - ARIA: platina |
| "Glitter in the Air"                           | 2010 |     |     |     |                                                                |                                                                   |     |     |     | —                                                                 | —                         | —                                                                 | —                         | —                         | —                         | —                         | |
| "Raise Your Glass"                             | 2010 |     |     |     |                                                                |                                                                   |     |     |     | 10                                                                | 9                         | 37                                                                | 5                         | 4                         | 5                         | 13                        | - RIAA: 5× platina - ARIA: 6× platina - BPI: platina - BVMI: aranylemez - MC: 4× platina - RMNZ: platina                                              |
| "Fuckin' Perfect"                              | 2010 |     |     |     |                                                                |                                                                   |     |     |     | 15                                                                | 9                         | 24                                                                | 7                         | 6                         | 2                         | 10                        | - ARIA: 3× platina - BPI: aranylemez - MC: 3× platina - RMNZ: aranylemez                                                                              |
| "Bridge of Light"                              | 2011 |     |     |     |                                                                |                                                                   |     |     |     | —                                                                 | 7                         | —                                                                 | 8                         | —                         | —                         | —                         | - ARIA: aranylemez - BVMI: aranylemez |
| "Blow Me (One Last Kiss)"                      | 2012 |     |     |     |                                                                |                                                                   |     |     |     | 11                                                                | 14                        | 22                                                                | 10                        | 14                        | 8                         | 3                         | - ARIA: 4× platina - BPI: aranylemez - MC: 3× platina - RMNZ: platina                                                                                 |
| "Try"                                          | 2012 |     |     |     |                                                                |                                                                   |     |     |     | 12                                                                | 3                         | 15                                                                | 2                         | 23                        | 7                         | 8                         | - ARIA: 5× platina - BPI: aranylemez - BVMI: platina - IFPI AUT: aranylemez - MC: 4× platina - RMNZ: platina                                          |
| "Just Give Me a Reason" (featuring Nate Ruess) | 2013 |     |     |     |                                                                |                                                                   |     |     |     | 1                                                                 | 1                         | 4                                                                 | 1                         | 1                         | 1                         | 2                         | - RIAA: 4× platina - ARIA: 8× platina - BPI: 2× platina - BVMI: 3× Gold - IFPI AUT: aranylemez - MC: 6× platina - RMNZ: 3× platina - SNEP: aranylemez |
| "True Love" (featuring Lily Allen)             | 2013 |     |     |     |                                                                |                                                                   |     |     |     | 23                                                                | 30                        | 52                                                                | 43                        | 19                        | 14                        | 16                        | - ARIA: 2× platina - BPI: Silver - MC: platina - RMNZ: aranylemez                                                                                     |
| "Walk of Shame"                                | 2013 |     |     |     |                                                                |                                                                   |     |     |     | —                                                                 | —                         | —                                                                 | —                         | —                         | —                         | —                         | - ARIA: aranylemez |
| "Are We All We Are"                            | 2013 |     |     |     |                                                                |                                                                   |     |     |     | —                                                                 | —                         | —                                                                 | 82                        | —                         | —                         | —                         | |
| "Today’s the Day"                              | 2015 |     |     |     |                                                                |                                                                   |     |     |     | —                                                                 | 53                        | 69                                                                | 76                        | 37                        | —                         | —                         | - ARIA: aranylemez |